# Đồ chơi tình dục

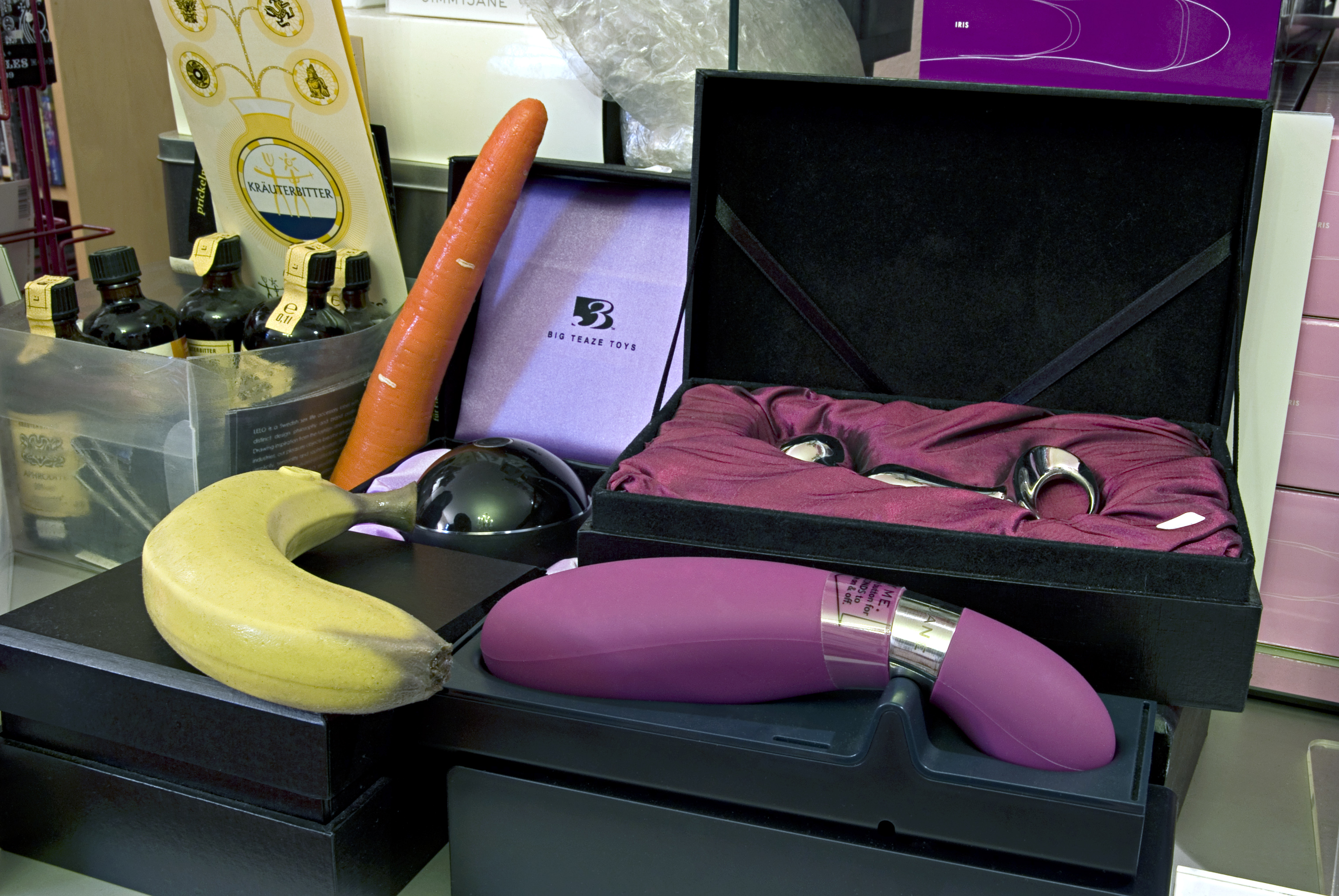
Một bộ sưu tập đồ chơi tình dục

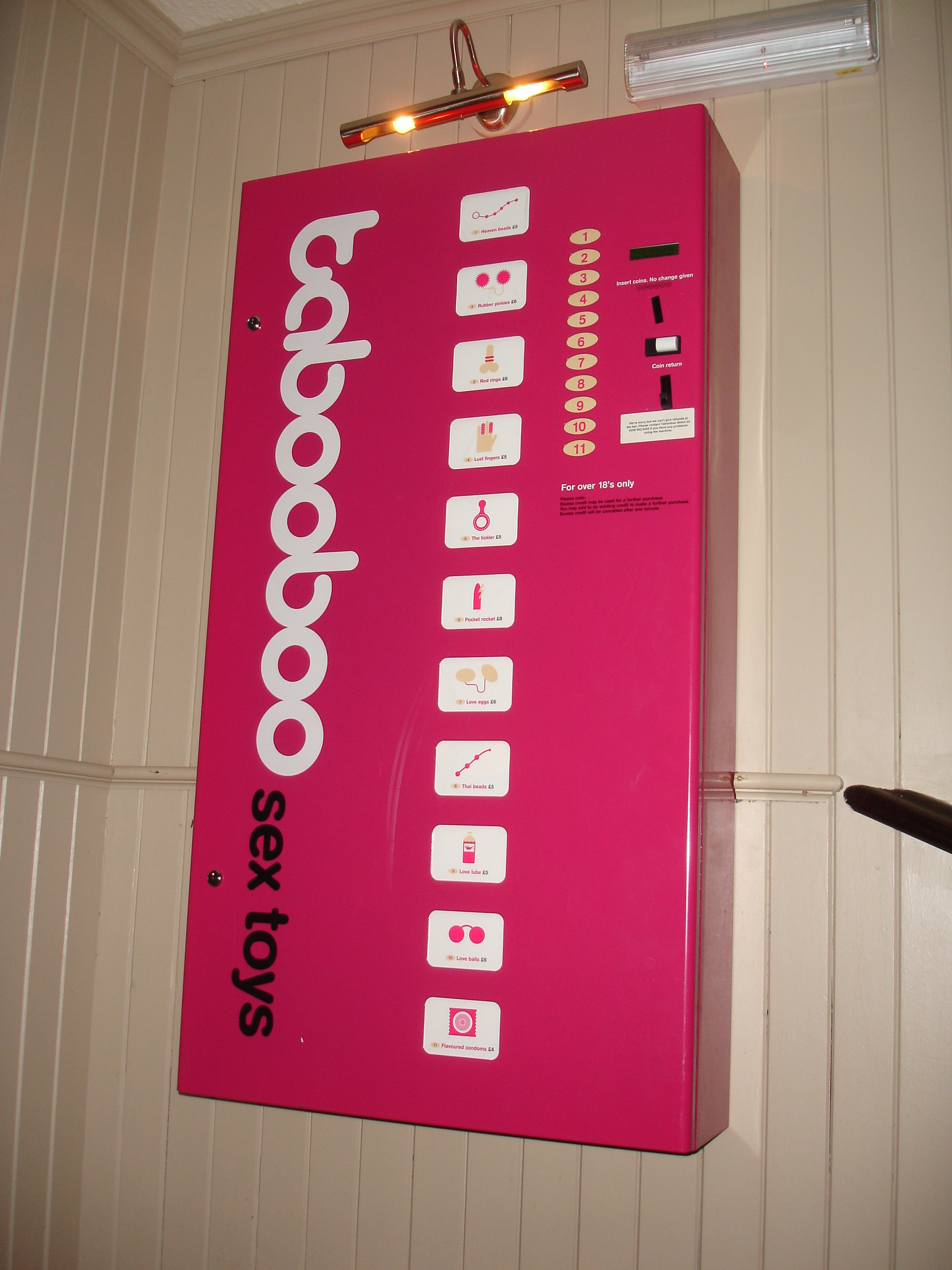
Máy bán hàng tự động bán nhiều loại đồ chơi tình dục

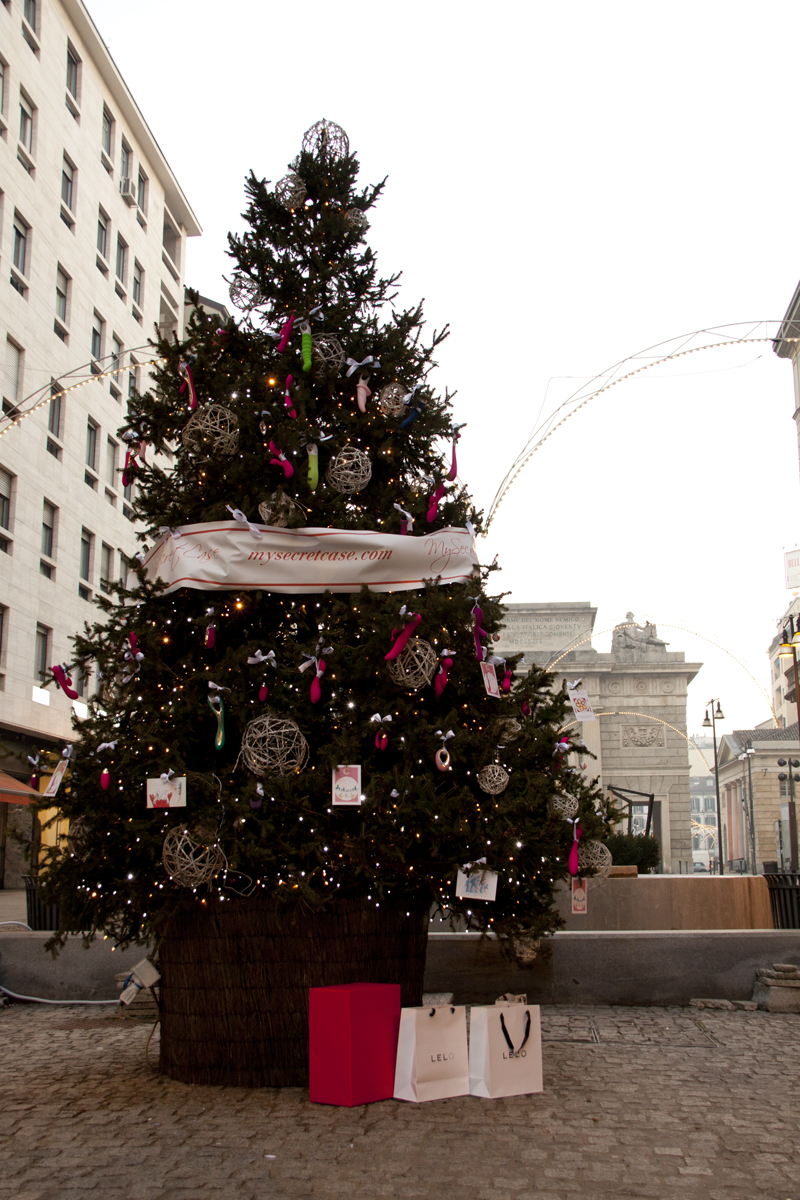
Cây thông Noel được trang trí bằng đồ chơi tình dục

Đồ chơi tình dục (tiếng Anh: sex toy), nằm trong số các công cụ hỗ trợ tình dục, là dạng vật dụng được sử dụng chủ yếu để kích thích khoái cảm tình dục của con người, chẳng hạn như một dương vật giả hoặc máy rung. Nhiều đồ chơi tình dục phổ biến đều được thiết kế để trông giống như bộ phận sinh dục của con người, và có thể rung hoặc không. Tuy nhiên, đồ chơi tình dục không được dùng để gọi một số thứ như dụng cụ tránh thai, phim khiêu dâm hay thuốc kích dục.
Các từ thay thế bao gồm đồ chơi dành cho người lớn và đồ trợ giúp hôn nhân, mặc dù "trợ giúp hôn nhân" có ý nghĩa rộng hơn và được áp dụng cho thuốc và dược thảo được quảng cáo là tăng cường hoặc kéo dài thời gian quan hệ tình dục. Đồ chơi tình dục thường được bán ở hiệu thuốc hoặc cửa hàng DVD khiêu dâm.
Theo ước tính năm 2008, 70% đồ chơi tình dục trên thế giới được sản xuất tại các cơ sở làm nhái quy mô nhỏ tại Trung Quốc.

## Chế tạo
Đồ chơi tình dục được làm từ 3 nguyên liệu chính:
- CyberSkin là một loại nhựa elastomer nhiệt và là có tính vật lý gần như da thật. CyberSkin được làm từ các nguyên liệu không chứa phthalate, polyvinyl chloride (PVC), kim loại nặng hoặc mủ. Nó rất dễ dàng để làm sạch và duy trì bằng cách rửa với xà phòng và nước, nhưng dễ bị biến chất bởi hơi ẩm.
- Cao su Latex, cũng được gọi là cao su thạch, thường được sử dụng để làm đồ chơi tình dục; nó là một vật liệu linh hoạt và không tốn kém cho phép tùy chọn cho nhiều kích cỡ. Trong khi cao su được sử dụng phổ biến nhất để làm đồ chơi tình dục và ít tốn kém hơn so với các vật liệu CyberSkin, nó có thể gây dị ứng với nhiều người. Latex là xốp và nên được rửa sạch bằng xà phòng chống khuẩn và nước và không được chia sẻ với những người khác. Nhiều đồ chơi cao su có chứa chất phthalate được sử dụng để làm mềm cao su, nhưng nó mang theo những rủi ro nghiêm trọng. Các nghiên cứu đã tìm thấy chất này gây hại cho khả năng sinh sản ở động vật và con người.
- Silicon là chất mềm mại và sống động, ít gây dị ứng hơn cao su, không xốp và rất dễ làm sạch (bằng xà bông nhẹ và nước, hoặc nước đun sôi cho tiệt trùng). Không giống như cao su thạch và các vật liệu xốp khác, silicone có thể được tiệt trùng ở nhiệt độ lên đến 300 độ C. Có các dạng khác nhau của silicon, silicon y tế thì tốt hơn nhưng giá đắt, nên đồ chơi tình dục thường làm từ các sản phẩm silicon công nghiệp có chất lượng thấp nhưng giá rẻ hơn.

## Các hậu quả về sức khỏe

### Về thể chất
Không hề có quy định an toàn tồn tại trong ngành công nghiệp đồ chơi tình dục. Đồ chơi tình dục được bán tại các nước mà không hề có tổ chức hay tiêu chuẩn kiểm định nào, nên nhà sản xuất không cần phải tuân thủ bất cứ quy định nào về các chất hóa học hoặc vật liệu sử dụng trong một sản phẩm. Do tình trạng này, các nhà sản xuất không chịu trách nhiệm nếu đồ chơi tình dục của họ gây ra tác hại về sức khỏe hoặc được lạm dụng cho các mục đích nào khác. Một nghiên cứu năm 2006 ở Hà Lan cho thấy 7/8 sản phẩm đồ chơi tình dục làm bằng chất dẻo có tồn tại nồng độ cao chất độc phthalate
Các nghiên cứu trên động vật gặm nhấm đã cho thấy rằng khi tiếp xúc với liều lượng lớn, phthalate có thể gây hư hại cho gan, phổi, thận, tinh hoàn và có thể gây ra rối loạn nội tiết. Các nghiên cứu mới nhất chỉ ra rằng việc tiếp xúc với các chất này có thể làm đảo lộn khả năng của cơ thể để điều chỉnh sản xuất hormone, gây vô sinh, có thể gây ra khuyết tật gan và thận, và có thể gây ra ung thư. Ở nam giới, phthalate là chất gây rối loạn giai đoạn sinh tinh trùng (spermatogenesis), hậu quả là cả số lượng lẫn hoạt động của tinh trùng đều giảm thấp, gây ra vô sinh nam giới. Các tác dụng phụ thường gặp nhất và bên ngoài là phát ban, ngứa và kích ứng cho các bộ phận tiếp xúc với đồ chơi tình dục
Các nghiên cứu đã cho thấy nhiều tổn thương bị gây ra chủ yếu bởi đồ chơi tình dục được dùng không đúng cách. Cụ thể, nghiên cứu của Rusell Griffin và Gerald McGwin của trường Đại học Alabama thực hiện tại khoa cấp cứu của một bệnh viện đã chỉ ra rằng, từ năm 1995 – 2006 có: 6.799 người trên 20 tuổi phải cấp cứu liên quan đến đồ chơi tình dục (74% tai nạn tình dục bị gây ra do vật làm rung, 13% do dương vật, 2% do các loại đồ chơi tình dục dạng vòng xoắn và 11% do các đồ vật khác). 78% các tai nạn ảnh hưởng đến đường hậu môn và trực tràng, 18% ảnh hưởng đến âm đạo hoặc dương vật và 4% ảnh hưởng đến các bộ phận cơ thể khác.
Đồ chơi tình dục thường làm bằng nhựa nên nguy cơ trầy xước rất dễ xảy ra, gây nhiễm trùng, viêm âm đạo. Thậm chí là dị ứng và lây truyền bệnh ở các cơ quan sinh dục, thủng âm đạo và phải cấp cứu gấp, có khi lây nhiễm HIV nếu dính máu, dịch. Ngoài ra, viêm nhiễm còn xảy ra khi không vệ sinh đồ chơi tình dục kĩ lưỡng.

### Về tâm lý
Đồ chơi tình dục cũng gây tác động nguy hiểm về tâm lý, nếu lạm dụng sẽ dẫn đến sự lệch lạc về tình dục, thậm chí dẫn đến lối sống bệnh hoạn mà hậu quả của nó không thể lường hết được. Nhất là những thanh niên ở độ tuổi vị thành niên, luôn tò mò khám phá mọi thứ.
Đồ chơi tình dục có thể gây nghiện như ma túy. Sau những lần tò mò ban đầu, người sử dụng các đồ chơi tình dục sẽ ngày càng phụ thuộc, đòi hỏi những kích thích tình dục ở mức cao và nhiều hơn. Nó khiến người dùng chỉ thích quan hệ với "đồ chơi" mà xa lánh người thật vì người thật không thể đáp ứng được như "đồ chơi".

## Tình trạng hợp pháp

### Ấn Độ
Đồ chơi tình dục là bất hợp pháp ở Ấn Độ Bán đồ chơi tình dục là một hành vi phạm tội bị trừng phạt theo mục 292 của luật hình sự Ấn Độ, trong đó đồ chơi tình dục được coi là một sản phẩm khiêu dâm. Tàng trữ, buôn bán đồ chơi tình dục sẽ bị phạt tới 2 năm tù

### Malaysia
Trong Malaysia, mua bán, nhập khẩu các đồ chơi tình dục là bất hợp pháp

### Nam Phi
Mục 18A của Đạo luật Tội phạm tình dục, 1957, được bổ sung bởi Luật ngăn chặn sự vô luân, 1969, và đã được thay thế bởi các Luật hình sự (tội phạm tình dục và vấn đề liên quan) sửa đổi, 2007. Theo đó, cấm sản xuất hoặc bán bất kỳ mặt hàng "dự định sẽ được sử dụng để thực hiện hành vi tình dục không tự nhiên". Thuật ngữ "hành vi tình dục không tự nhiên" bao gồm bất kỳ hành vi quan hệ tình dục nào khác ngoài quan hệ tình dục giữa 1 nam và 1 nữ, tất nhiên trong đó bao hàm cả việc sử dụng đồ chơi tình dục để quan hệ tình dục
|  |  |  |  |